# Tigrioides pallens
Tigrioides pallens är en fjärilsart som beskrevs av Inoue 1980. Tigrioides pallens ingår i släktet Tigrioides och familjen björnspinnare. Inga underarter finns listade i Catalogue of Life.